# 普里瑟卡尼鄉
47°05′00″N 27°54′00″E / 47.0833°N 27.9°E
普里瑟卡尼鄉（羅馬尼亞語：Comuna Prisăcani, Iași），是羅馬尼亞的鄉份，位於該國東北部，由雅西縣負責管轄，面積60平方公里，海拔高度30米，2007年人口3,505，人口密度每平方公里58人。